# Francisco de Bobadilla
Francisco de Bobadilla (eller Bovadilla) död 1502, var en spansk riddare.
Bobadilla sändes 1500 till Hispaniola (Haiti) för att anställa undersökning om Columbus förhållande till spanska regeringen samt, i händelse den misstänkte befunnes skyldig, avsätta honom och själv överta ståthållarskapet. 
Bobadilla lät genast, utan att anställa förhör, slå Columbus i kedjor och föra honom till Spanien. Men där försvarade sig denne så kraftigt, att Bobadilla blev återkallad för att stå till ansvar. Under hemfärden led han skeppsbrott och omkom.